# Bitka kod Bara 6. – 7. listopada 1042.
 Ovo je glavno značenje pojma Bitka kod Bara 6. – 7. listopada 1042.. Za druga značenja pogledajte Bitka kod Bara.
Bitka kod Bara, Barska bitka ili Tuđemilska bitka se odigrala 6. na 7. listopada 1042. na lokalitetu današnjega sela Tuđemili kod Bara (Crna Gora) između dukljanske vojske, koju je predvodio knez Vojislav, te bizantske vojske pod zapovjedništvom Kursilija iz Drača (Albanija).
Pobjeda Dukljana kod Bara 6./7. listopada 1042. je prva u nizu povijesnih crnogorskih vojnih pobjeda i slavi se sada kao službeni Dan Vojske Crne Gore.

## Pozadina
Naslijedivši dukljansko prijestolje od Svetoga Vladimira, knez Vojislav je dugo vremena bio bizantski vazal. No, 1036. zakratko je zbacio bizantski jaram, da bi nakon toga bio uhvaćen i odveden u Carigrad. 
Uspio je pobjeći iz zatočeništva i zagospodariti Dukljom, pa s Dukljanima napadati bizantske vazale Srbe i Tribale. kroničar Ivan Skilica (Ιωάννης Σκυλίτζης) o tome izvješćuje:
K tomu, bizantski brod, koji je vjerojatno plovio iz južne Italije za Solun, zahvaćen burom bačen je na dukljansku obalu. Zlato s broda – spominje se u izvorima 15 kentenara – Vojislav je uzeo za sebe, unatoč tome što je pripadalo caru Bizanta osobno.
Uslijedio je bizantski vojni odgovor, no Vojislav je 1040. potukao bizantsku vojsku u Crmnici koju je predvodio  Evnuh Georgije Provat.
Poraz je još više razljutio Carigrad, pa je poslata mnogo veća vojska, pod vođstvom Kursilija. U ranu jesen 1042. Bizantinci su u svoju ekspediciju uključili vazale, iz Zahumlja Ljutovida, koji je imao titulu stratega Srbije, te župane Raške i Bosne s njihovim postrojbama.

## Raspored snaga
Kursilije je forsirao rijeku Bojanu, te se ulogorio kod Bara, gdje se nalazio i Vojislavov dvor Prapratna, na obroncima planine Rumije. 
Prema bizantskom operacijskom planu, on je tu trebao sačekati raško-bosansko-humsku vojsku koja je trebala prodrijeti u Duklju dolinama rijeka Zete i Morače, kako bi zajedno napali glavninu dukljanske vojske koja se koncentrirala na prostoru Crmnice, odnosno, obroncima planine Rumije, između Bara i Skadarskoga jezera.
Bizantski izvori govore da je Kursilije prema Crmnici koncentrirao "40.000 bojovnika", a njihov kroničar Ivan Skilica čak "60.000 bojovnika", što je vjerojatno pretjerivanje. 
No, u svakom slučaju, nema sumnje da je bizantska vojska bila iznimno jaka. Dukljani su bili malobrojniji. 
Kneza Vojislava bizantski kroničari opisuju kao Vojislava Dukljanina i kažu "iako je ovaj bio barbarin, po prirodi i iskustvu bješe mudar".
Vojislav je, skupa sa svojim sinovima, organizirao posjedanje bojišnice 6. listopada 1042. tijekom kojeg je nebom protutnjao komet što se kao loš signal dojmilo na bizantsku vojsku.

## Bitka
U ponoć 6./7. listopada 1042. Dukljani su poduzeli napad po logorima bizantske vojske. 
Svi bizantski izvori opisuju da su Dukljani napadali uz strahovitu vrisku i uz zvukove truba i rogova, što je paraliziralo Bizantince. Bez obzira na malo vjerojatne brojke o desetinama tisuća pobijenih Bizantinaca, nema sumnje da je, kod Bara, bizantska vojska bila masakrirana.
Ljetopis popa Dukljanina izvješćuje (glava XXXVIII.) o tijeku Bitke kod Bara (citat na crnogorskom):
"...Kralj (Vojislav – op.a.)  sa svojom vojskom, noću po malo nastupajući tiho se približavaše njihovom logoru. U sred noći pak stiže tamo đe su bile grčke straže i čuvari Grka, i jurne na njih, te neke pobije, a ostale nagna u bijeg. Kad su to vidjeli Grci, veoma se uznemire. Odmah zatim oglasi se kraljeva truba, a oni koji su bili s kraljem duvahu u rogove i počeše veoma glasno vikati. a sinovi kraljevi koji bijahu po brdima isto tako počeše odavde i odande trubiti u trube i rogove i vikati. Zatim, lagano se spuštajući niz strane brda, približavahu se neprijateljima, a isto tako je učinio i kralj. Grci se zaista počese jako plašiti, pa pošto su slušali kako se oni sporo spuštaju a kako je bila noć i nijesu mogli da vide, mislili su da se radi o veoma velikoj vojsci, kao što su bili čuli od Baranina. A kad su čuli da je zvuk truba, rogova i vike već blizu i da na njih navaljuju, spopade ih strah, i okrenuše se u bijeg. Kad je pak kralj saznao, a i oni koji su s njim bili, da Grci bježe, navališe kad se zora približavala na njihov logor, da ih ranjavaju, sijeku i ubijaju goneći ih pred sobom..."
Istodobno je Gojislav, sin kneza Vojislava, kod Klobuka (blizu današnjeg Nikšića) predvodio dukljanske postrojbe i pobijedio kombiniranu raško-bosansko-humsku vojsku koja se kod Bara trebala spojiti s bizantskom.
Bizantski zapovjednik Kursilije je teško ranjen, no uspio je pobjeći. Dukljani su nastavili goniti bizantske postrojbe sve do rijeke Drima (u današnjoj Albaniji).

## Epilog
Duklja je bitkom kod Bara 1042. izborila državnu nezavisnost. 
Knez Vojislav je postao utemeljiteljem dinastije Vojislavljevića, prve povijesne crnogorske dinastije, a njegov nasljednik, Mihailo, postat će najkasnije 1077. kralj, a Duklja kraljevina.

## Vanjske poveznice
- Ljetopis popa Dukljanina

- Vojska Crne Gore  Arhivirana inačica izvorne stranice od 14. veljače 2015. (Wayback Machine)